# Sewar (Messer)
Das Sewar, auch Seiva, Sejwa, Siva, Sivas, Siwah, Siwai, Siwar, Siwaz, ist ein Messer aus Indonesien.

## Beschreibung
Das Sewar hat eine leicht gebogene, ein- oder zweischneidige Klinge. Die Klinge wird vom Heft zum Ort je nach Version entweder schmaler oder verbreitert sich zum Ort hin. Die zweischneidigen Sewar haben eine Rückenschneide, die vom Ort zum Heft läuft. Die Klingen sind entweder glatt, ohne Mittelgrat oder Hohlschliff, mit einem leichten Hohlschliff, mit einem verstärkten Rücken oder mit mehreren leichten Hohlschliffen. Das Heft hat kein Parier. Meist ist eine Zwinge aus Messing angebracht, die zur besseren Befestigung von Heft und Klinge dient. Bei zeremoniellen Versionen werden diese Zwingen (indon. Tampo) besonders reich verziert gearbeitet. Diese Zwinge kann rektangulär, hexagonal oder oktogonal gestaltet sein. Ist sie dreieckig gestaltet, nennt man diese Zwinge „Glupa“. Das Heft besteht aus Holz und ist oft mit geschnitzten oder metallenen Verzierungen versehen. Es gibt verschiedene Heftversionen die unterschiedlich benamt sind (zum Beispiel: Hulu Boh Glimo, Akar Bahar). Die Scheiden sind ebenfalls aus Holz, im Querschnitt oval und mit Schnitzereien verziert. Teure Versionen sind oft mit Edelmetallen beschlagen oder mit Edelsteinen ausgestattet. Sie bestehen aus zwei Holzstücken und werden mit Rattan- oder Silber- und Goldbändern zusammengehalten. Der Scheidenmund wird aus Holz oder Edelmetallen hergestellt, die À jour gestaltet oder mit Emaille verziert sind. Sie sind zur Schneidenseite hin überragend. Das Sewar wird von einigen Ethnien in Sumatra benutzt.